# Теодора (співачка)
Теодора (повне ім'я Теодора Георгієва Стойкова) — болгарська поп-фолк співачка. 

## Біографія і творчість
Теодора народилася в Бургасі 3 червня 1982 року.  Закінчила середню музичну школу в Бургасі, за спеціальністю „Народний спів і фортепіано“. З дитинства займається співом, в основному народна музика. Два роки співає у хорі, ансамблі „Нафтохімік“ - місто Бургас. Після закінчення середньої школи прослуховування прийнята в ансамбль "Странджа", як художник-хорист. У період з 1998 по 2003 роки співає в ресторанах, на концертах, весіллях і інших заходів. 
У 2004 році співпрацює з виробничою компанією „Диапазон Рекърдс“. Два роки відвідує спеціалізовану музичну школу для вдосконалення вокальних, акторських, танцювальних навичок. 
Перша пісня „Желание за грях", з лейблу "Диапазон Рекърдс", дає назву дебютному альбому, випущеному в 2005 році.
У 2004 році робить свій перший відеокліп на пісню "Не позна", а також взяла участь з піснею "Лятна буря" на ХІІ міжнародному фестивалі" авторської пісні на македонській основі "Пирин фолк — Сандански".
З 2015 року живе в США, де народила дочку Марію і припинила свою кар'єру.

## Дискографія

### Студійні альбоми
- Желание за грях (2005)
- Някой като мен (2006)
- Недовършена целувка (2007)
- Мой късмет (2009)
- Моят номер (2010) [5]
- Сърце не ми остана (2013)
- Milletin amegan yanasay! (2021)